# 钱格非
钱格非（11世纪—1098年），宋神宗的妃嬪。

## 生平
钱氏初封广平郡君。元丰八年（1085年）三月，宋神宗逝世。其子宋哲宗即位后，尊封钱氏为正四品美人，出居瑶华宫，入道，赐名格非。钱氏出家原因不详。
元符元年十月，钱氏逝世。建中靖国元年正月，宋徽宗追复她美人位号，后又追赠为婕妤。